# One57
El One57, anteriormente conocido como Carnegie 57, es un rascacielos de 75 plantas (comercializado como un edificio de 90 plantas) situado en Midtown Manhattan, en la ciudad de Nueva York. Tras su finalización en 2014, se alza a 306 metros de altura, convirtiéndose en uno de los edificios más altos de la ciudad. El edificio tiene 135 apartamentos ubicados sobre un Park Hyatt Hotel con 210 habitaciones. La base de la edificación toca las construcciones aledañas, debido al espacio limitado del lote.
El edificio atrajo interés internacional durante el paso del Huracán Sandy por la ciudad, cuando una grúa averiada colapsó.

## Historia
Los trabajos de cimentación iniciaron en enero de 2010. El 20 de junio de 2012, se anunció que el entramado del último piso había sido terminado.

### Disputa
El empresario Michael Hirtenstein y Gary Barnett, desarrollador del edificio, tuvieron un enfrentamiento público respecto a un apartamento que Hirtenstein acordó adquirir en el edificio. Hirtenstein reclamó que no pagaría 16 millones de dólares por un apartamento sin verlo, y que la vista de dicha unidad estaba obstruida. Barnett fue muy estricto en no permitir a los compradores ver los apartamentos antes de adquirirlos, y como Hirtenstein le pagó a un trabajador de la obra para que le se lo mostrara, Barnett reembolsó el dinero de Hirtenstein y canceló el contrato.

### Colapso de la grúa

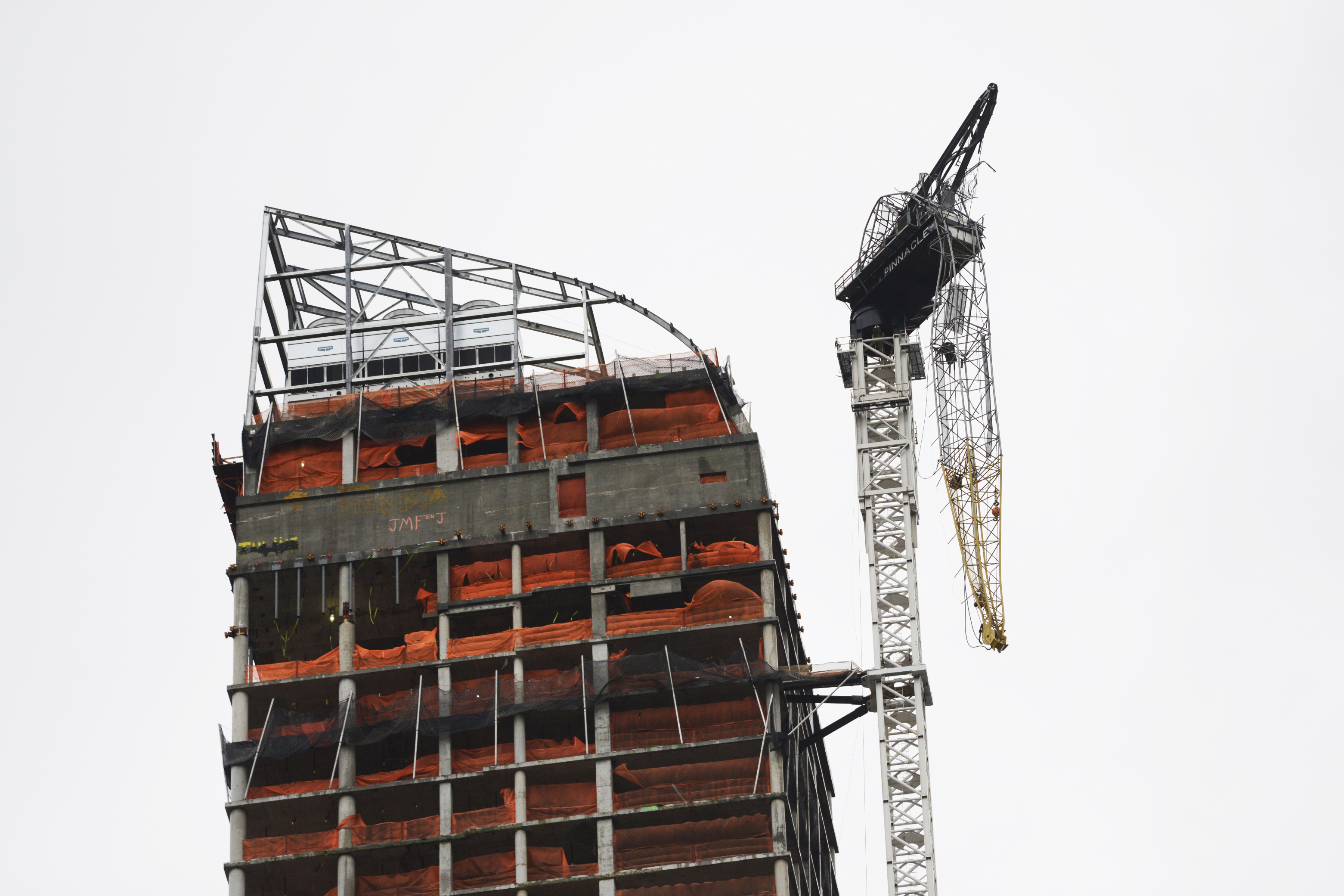
Grúa averiada en la cima del edificio un día después del Huracán Sandy

El 29 de octubre de 2012, durante el paso del Huracán Sandy, la grúa de construcción del edificio colapsó parcialmente, poniendo a los residentes de lugares aledaños al edificio en peligro, y causando la evacuación de varias cuadras. Para el lunes 5 de noviembre, la grúa fue asegurada y se habilitó el paso de tráfico. En respuesta al colapso, dentistas del área afectada presentaron una demanda colectiva, alegando que el incidente les causó evacuar sus oficinas, lo que conllevó a perdidas en los ingresos.

### Récords
El edificio ostentó varios récords. Fue el edificio residencial más alto de Nueva York y del hemisferio occidental. Múltiples apartamentos en el One57 fueron vendidos por más de 90 millones de dólares, lo es el mayor precio pagado por una residencia sencilla en Manhattan, hasta la construcción del 432 Park Avenue, también en la ciudad de Nueva York.

## Arquitectura y diseño
La torre está diseñada por el arquitecto francés Christian de Portzamparc, ganador del premio Pritzker, considerado el Nobel de arquitectura. Los interiores son obra del diseñador danés afincado en Nueva York Thomas Juul-Hansen .
El empleo de cristal oscuro y claro en el exterior del edificio crea rayas verticales, a la vez que manipula la luz del sol y maximiza las vistas. La torre se caracteriza por sus marquesinas onduladas y numerosos retranqueos sobre 57th Street, sus ventanas moteadas, el remate curvo y verticalidad acentuada.
El portal inmobiliario Curbed.com consideró el One57 como el «Peor edificio del año» en 2014: «casi todo el mundo (o al menos la mayoría de críticos de arquitectura) está de acuerdo en que su fachada azul ondulada es fea. Justin Davidson de New York Magazine dijo que la torre era "torpemente llamativa". James Russell, de Bloomberg [...] lamentó "un sinfín de acres de vidrio sin marco de aspecto barato en rayas y manchas de dibujos animados de plata y estaño." Michael Kimmelman del [New York] Times también tuvo palabras severas: "[El edificio] se desenreda como una cascada de curvas torpes [...] embellecido de manera recargada, vestido de acres de vidrio de color de sombra de ojos azul - plagado de cristales tintados, como si fueran manchas de la edad. Nadie sabe cómo es posible que el edificio pasara de la mesa de dibujo."»

## Galería

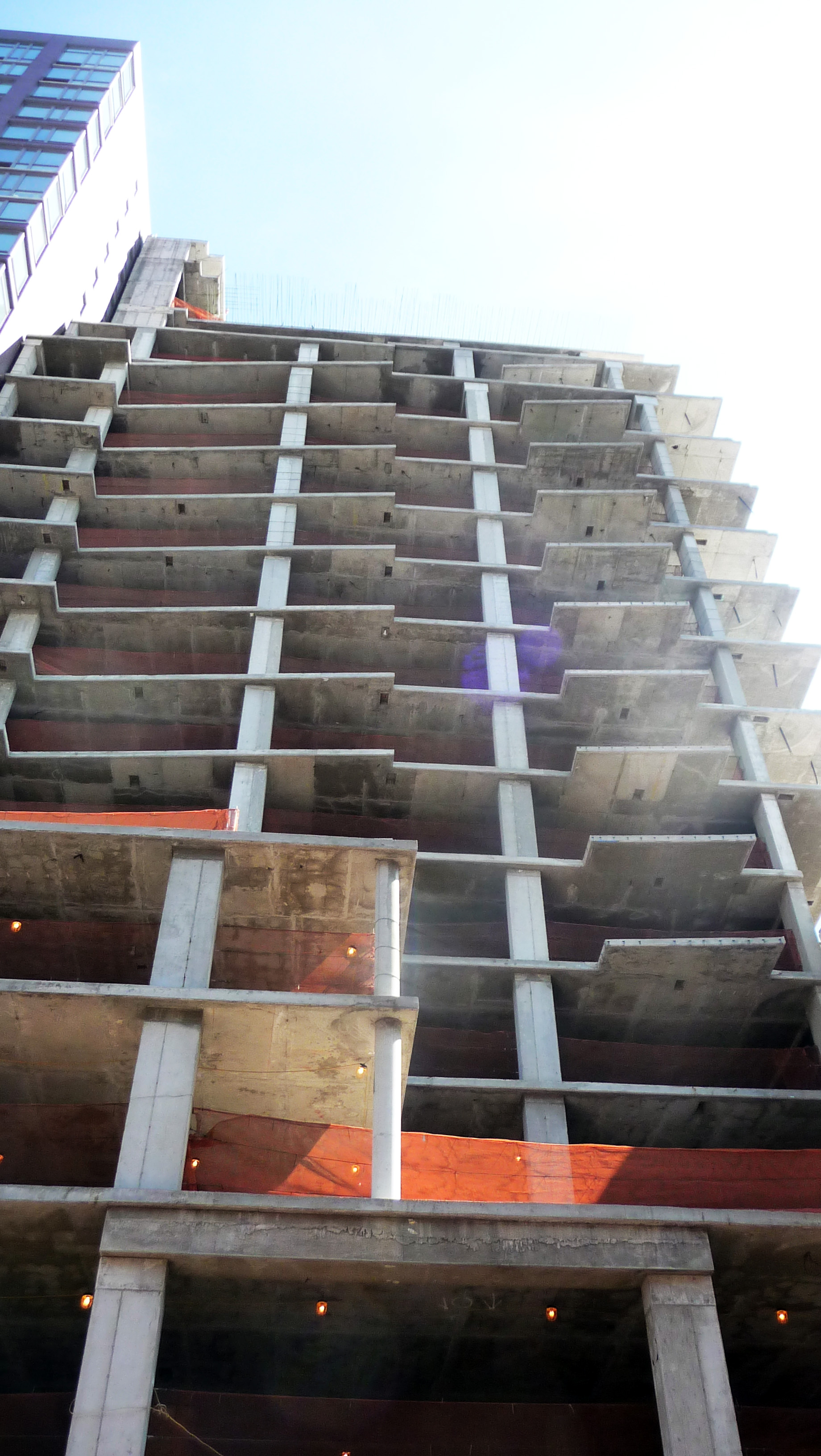
Marzo de 2011
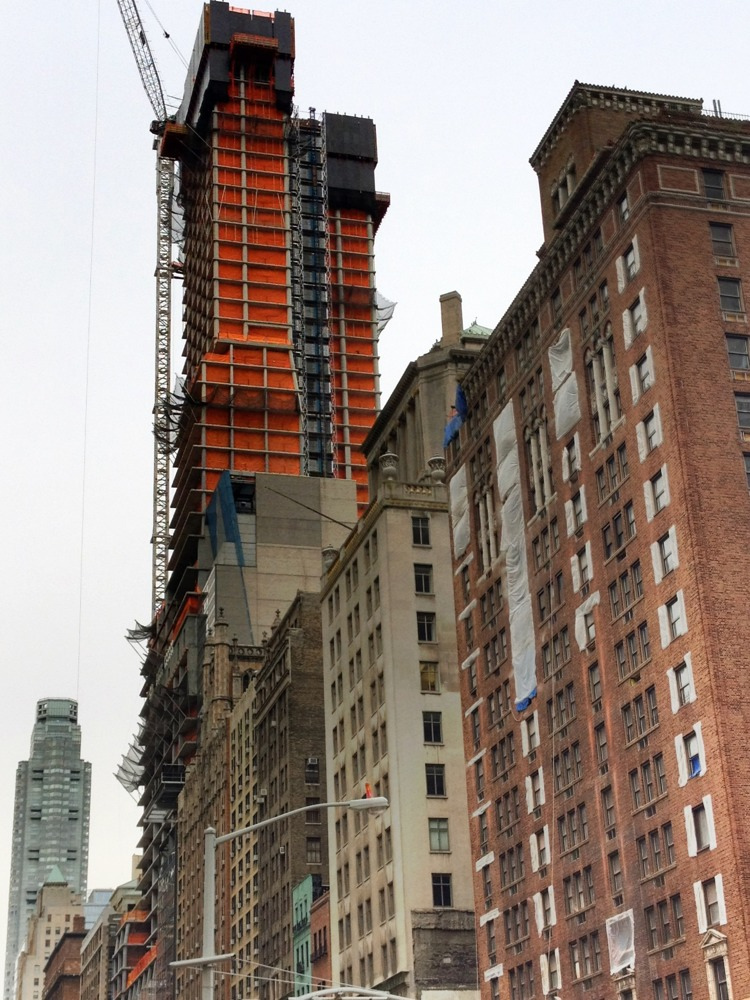
Enero de 2012
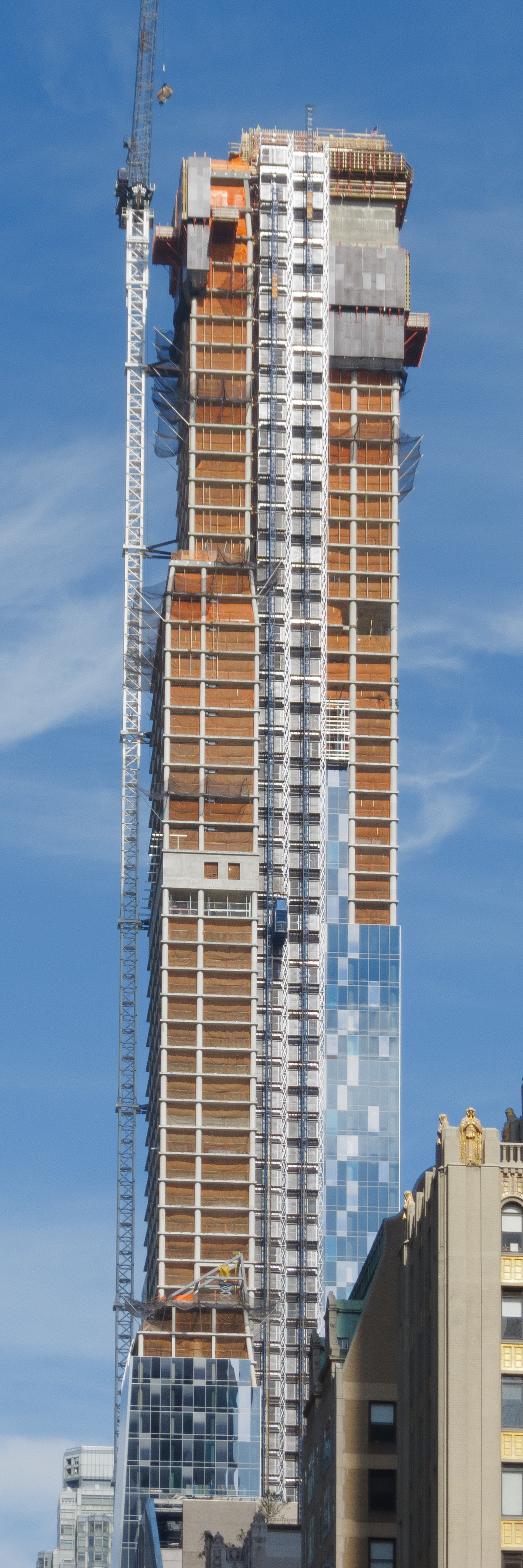
Agosto de 2012
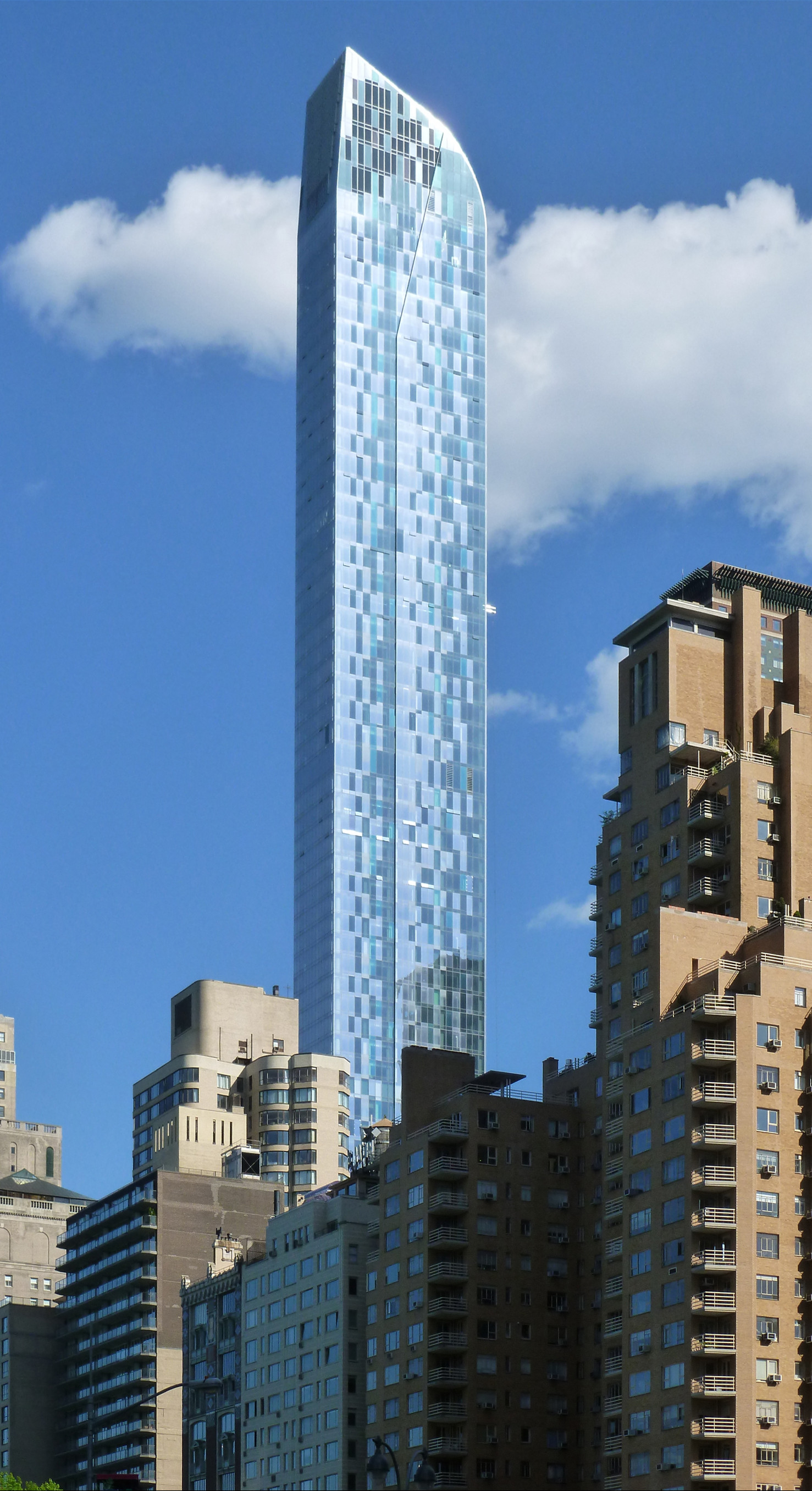
Mayo de 2014